# Abū l-Hasan ibn ʿAlī al-Qalaṣādī
Abū l-Ḥasan ibn ʿAlī ibn Muḥammad ibn ʿAlī al-Qurashī al-Bastī al-Qalaṣādī (in arabo أبو الحسن علي بن محمد بن علي القرشي البسطي‎?; Baza, 1412 – Béja, 10 dicembre 1486) è stato un matematico e giurista arabo musulmano andaluso.
Abū l-Ḥasan ibn ʿAlī ibn Muḥammad ibn ʿAlī al-Qalaṣādī fu un musulmano arabo matematico di al-Andalus, faqih specializzato nel diritto ereditario.
Al-Qalaṣādī è noto per essere stata una delle voci più influenti nella notazione algebrica e per aver intrapreso i primi passi verso l'introduzione del simbolismo algebrico. Scrisse numerosi libri di aritmetica e di algebra, tra cui una al-Tabṣīra fī ʿilm al-ḥisāb (in arabo التبصير في علم الحساب‎? "Chiarimento sulla scienza del calcolo (i.e. sull'aritmetica)").

## Gioventù
Al-Qalaṣādī nacque a Baza, nel Sultanato di Granada. Ricevette la sua istruzione a Granada, pur seguitando a vivere con la sua famiglia a Baza. Pubblicò vari lavori e infine si ritirò nella sua natia Baza. Trascorse sette anni a Tlemcen (attuale Algeria), dove studiò sotto la guida di studiosi berberi locali, il più importante dei quali si chiamava Ibn Zaghu.

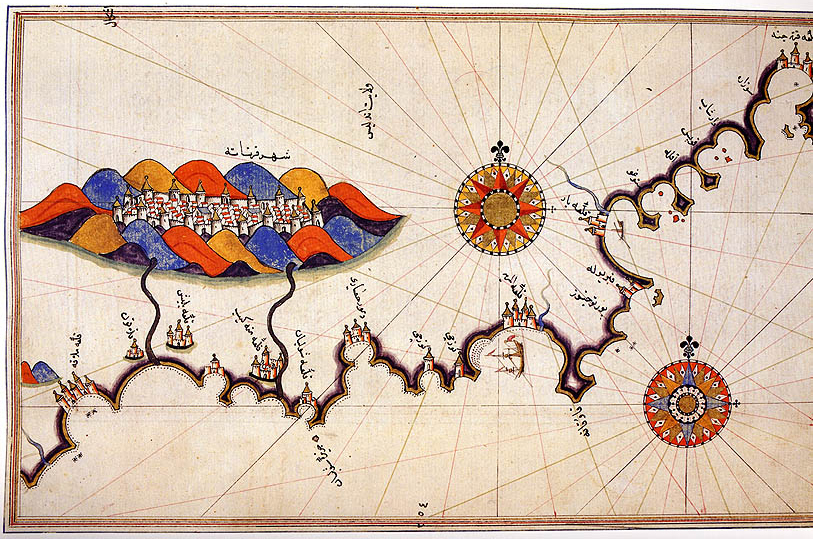
Mappa del Kitāb Baḥriyye di Piri Reìs della costa del Sultanato di Granada (XVI secolo).

I suoi lavori riguardavano l'algebra e fornirono diverse precise risposte matematiche a problemi quotidiani, come la composizione di farmaci, il calcolo dello scorrere dell'acqua dei canali di irrigazione e la spiegazione delle frodi legate agli strumenti di misura. Altri lavori riguardavano invece le antiche tradizioni di matematica giudiziaria e culturale cui egli aggiungeva una raccolta di piccoli problemi aritmetici, presentati sotto forma di indovinelli poetici.
Nel 1480 le forze cristiane di Ferdinando II e Isabella, i "Re Cattolici", effettuarono incursioni e spesso saccheggiarono la città. Al-Qalasādī stesso operò nelle cittadelle montane erette delle vicinanze di Baza. al-Qalasādī infine abbandonò la sua patria e si rifugiò con la sua famiglia a Béja (Tunisia), dove poi morì nel 1486. Baza fu a sua volta assediata dai due sovrani cristiani e messa a sacco coi suoi abitanti.

## Algebra simbolica
Al pari di chi l'aveva preceduto, al-Qalaṣādī tentò di creare una notazione algebrica. Tuttavia questi simboli non furono creati da al-Qalaṣādī. Gli stessi erano stati impiegati da altri matematici nel Nordafrica un secolo prima. Al-Qalaṣādī rappresentò simboli matematici usando caratteri dell'alfabeto arabo, come ad esempio:
- ﻭ (Waw) col significato di "e" per l'addizione (+)
- ﻻ (Illā) per significare "meno" per la sottrazione (-)
- ف (Fāʾ) per indicare il "per", per la moltiplicazione (*)
- ع (ʿalā) per la divisione (/)
- ﺝ (j), che derivava dall'iniziale della parola araba jada, per indicare la "Radice di una funzione matematica"
- ﺵ (sh) - iniziale della parola araba shay ("cosa") - per indicare una variabile (x)
- ﻡ (m) - iniziale della parola araba murabaʿa, che significa "quadrato" - per il l'elevazione al quadrato in algebra (x2)
- ﻙ (k) - iniziale della parola araba mokaʿab, che significa "cubico" - per l'elevazione a potenza 3 (al cubo) (x3)
- ﻝ (l) - iniziale della parola araba yaʿadilu per l'uguaglianza (=)

Ad esempio, l'equazione {\displaystyle 2x^{3}+3x^{2}-4x+5=0} poteva essere scritta, usando le sue proposte, come:
 2ﻙ ﻭ  3ﻡ ﻻ 4ﺵ ﻭ 5 ﻝ 0 